# Aribal
Aribal (starogrško ἀρύβαλλος, latinizirano: ariballos) je bila majhna okrogla ali kroglasta bučka z ozkim vratom, ki se je uporabljala v antični Grčiji  za shranjevanje parfuma ali olja. Pogosto je bila okrašena z risbami kot vaze. Uporabljali so jih športniki med kopanjem. Včasih ima trak, s katerim je bil privezan na zapestje športnika, ali pa je s trakom obešen na klinu na steni.
Prvotna oblika aribala izvira iz oinochoe iz geometrijskega obdobja v 9. stoletju pred našim štetjem v obliki vinske čaše. V protokorintskem obdobju naslednjega stoletja je dosegel svojo dokončno obliko, iz sferne se je prek stožčaste končno preoblikoval nazaj v okroglo obliko. Ta dokončna oblika ima široka, ravna usta in majhno ročico. Nekatere novejše različice imajo usta v obliki zvona, druge ročaj in/ali ravno dno. Lončarji so ustvarili razne domiselne oblike.

## Galerija
- Posoda ciprske geometrične umetnosti – tehnika bele podlage – 850–750 pr. n. št.
- Protokorintska posoda, 630 pr. n. št.
- Aribal, 575–550 pr. n. št. (Louvre)
- Grško-egipčanska fajansa v obliki ježa, 6. stoletje pr. n. št.
- Posoda z napisom kalos, 520 pr. n. št.
- Posoda v obliki noge, okoli 500 pr. n. št.
- Dva najstnika pri rokoborbi 490–480 pr. n. št.[2]